# 모모노기 카나
모모노기 카나(일본어: 桃乃木かな, 1996년 12월 24일~)는 일본의 성인 비디오 여배우, 가수이다. 2014년 10월 20일 '마츠시마 마아사(松嶋真麻)', 키153(cm), 쓰리사이즈 B95(H컵) W64 H93(cm) 프로필 이름으로 데뷔했으나 큰 인기를 얻지 못한채 2015년 8월까지 활동하다 '모모노기 카나(桃乃木かな)'로 개명후 아이디어 포켓에서 10월달에 다시 데뷔했다.
2015년부터 방송중인 《마스캇토 나이트》를 계기로 아이돌 그룹의 일원으로서 가수로서 활동중이다. 2017년과 2018년에 대한민국에 방문하여 팬미팅을 갖고 한국 BJ와 게스트로 합방을 진행하였다.